# Ендрю Рейнолдс
Ендрю Стівен Рейнолдс (англ. Andrew Reynolds, нар. 21 травня 1967, Лондон, Велика Британія) - британський політолог, доцент кафедри політичної науки Університету штату Північна Кароліна (США), експерт Міжнародного інституту демократії та сприяння виборам (англ. The International Institute for Democracy and Electoral Assistance, IDEA) та Міжнародної фундації виборчих систем (англ. The International Foundation for Electoral Systems, IFES).
Рейнолдс є міжнародним експертом з питань демократизації, конституціоналізму, виборів й виборчих систем, прав меншин та етнічних конфліктів. Автор досліджень про дизайн виборчих систем, виборчого процесу в ПАР і політичних трансформацій в результаті Арабської весни.

## Навчання
У 1992 році отримав диплом магістра в Університеті Кейптауна (ПАР) за роботу з південноафриканської політики. У 1996 році захистив кандидатську дисертацію (PhD) у Каліфорнійському університеті в Сан-Дієго. Працював доцентом факультету державного управління та міжнародних досліджень Університету Нотр-Дам в Індіані (1997—2001), а з 2001 р. викладає в Університеті штату Північна Кароліна (США). З 2008 року є директором Центру глобальних студій (англ. The Curriculum in Global Studies) при університеті Північної Кароліни.

## Кар'єра
Починаючи з 1995 року Рейнолдс консультував місії у понад 20 державах і був експертом-консульнтантом у більш як десятка інших країнах. Він був радником Народного Ліберального Руху Судану (англ. Sudan People's Liberation Movement, SPLM) у період підготовки Загальнонаціональної мирної угоди (2003—2005) в Судані, нижньої палати парламенту Афганістану (Wolesi Jirga, 2003—2007), Національного перехідного уряду Лівії (2011) та представників політичних партій Єгипту (2011).
Його консультаційні місії відбуваються за сприянням та підтримки програм ООН, ОБСЄ (OSCE), Міжнародного інституту демократії та сприяння виборам (IDEA), Міжнародної фундації виборчих систем (IFES), Державного департаменту США, Міністерство закордонних справ Великої Британії, Національного демократичного інституту (NDI) та Національного республіканського інститут (IRI) США.

## Праці
- Reynolds, Andrew (1994). Election '94 South Africa: the campaigns, results and future prospects. New York: David Philip St. Martin's Press
- Reynolds, Andrew; Reilly (1997). Electoral system design: the new international IDEA handbook (volume 1). Stockholm, Sweden: International Institute for Democracy and Electoral Assistance (IDEA)
- Reynolds, Andrew; Sisk, Timothy eds. (1998). Elections and conflict management in Africa. Washington, DC: United States Institute of Peace Press
- Reynolds, Andrew ed. (1999). Election '99 South Africa: from Mandela to Mbeki. New York: St. Martin's Press
- Reynolds, Andrew (1999). Electoral systems and democratization in Southern Africa. Oxford New York: Oxford University Press
- Reynolds, Andrew ed. (2002). The architecture of democracy: constitutional design, conflict management, and democracy. Oxford, UK New York: Oxford University Press
- Reynolds, Andrew; Reilly, Ben; Ellis, Andrew (2005). Electoral system design: the new international IDEA handbook. Stockholm, Sweden: International Institute for Democracy and Electoral Assistance (IDEA)
- Reynolds, Andrew (2011). Designing democracy in a dangerous world. Oxford: Oxford University Press
- Brownlee, Jason; Masoud, Tarek; Reynolds, Andrew (2013). The Arab Spring: the politics of transformation in North Africa and the Middle East. Oxford: Oxford University Press

### Перекладені українською мовою
- Посібник з розробки виборчих систем / Ендрю Рейнолдс, Бен Рейллі, К. Асмал, С. Берч, Міжнародний інститут демократії та сприяння виборам ; Пер. Г. Сеник, М. Селіванова, О. Ципняк . — Київ: НОРА-ДРУК, 2003 . — 167 с.